# 绒毛千斤拔
绒毛千斤拔（学名：Flemingia grahamiana）为豆科千斤拔属下的一个种。

## 扩展阅读
- 維基物種上的相關：绒毛千斤拔